# Mammoth (cámara fotográfica)
La cámara Mamut fue una creación de George R. Lawrence y construida por J.A. Anderson a través de la empresa J.A. Anderson Company en 1900 en Chicago. Fue diseñada como la cámara más grande del mundo para fotografiar un tren entero.

## La cámara
El proceso de construcción de la cámara duró dos meses y medio. Está hecha con madera de cerezo y tiene dos pantallas de enfoque a la parte posterior montadas sobre una pista que permitía el movimiento. Estas, pero, no están hechos de vidrio, sino de celuloide semitransparente estirado.
La estructura mide un total de seis metros cuando se encuentra totalmente extensa, con un doble swing, por delante y detrás.
El fuelle está hecho de una cubierta de goma dura, con cada pliego endurecido por una pieza de madera blanca capada de seis milímetros de grueso. Está revestida interiormente con una tela negra y cerrojo adicional para evitar la entrada de luz.
Se utilizaron 150 litros de pegamento blanco durante el proceso de construcción del fuelle y unos 150 metros de madera para estrecharla. Está dividida en cuatro secciones, unidas por un marco de madera y montadas sobre unas ruedas en una pista de acero para permitir el movimiento.
El apoyo de la placa era diferente del resto de cámaras, puesto que era una cortina corredora de unos 7 metros cuadrados, 0’9 centímetros de grueso y forrada con 3 capas de material para evitar la entrada de luz. 
El peso de la cámara era de 400 kilogramos, añadiendo el peso del apoyo de la placa y la placa hacían un total de 635 kilogramos.
Uno de los problemas que se podían encontrar una  vez en el lugar para hacer la fotografía era que  hubiera polvo en la placa de exposición y este ensuciara el resultado. Lo solucionaron, un operador entraba a la cámara y se  cerraba, se ponía un vidrio de rubí ante la lente para crear un cuarto oscuro, se destapaba la placa, se limpiaba, se vuelve a tapar y el operador salía de la cámara. Ya al exterior se podía controlar la cortina que la protegía y no se tenían que preocupar por el posible polvo del viaje.
Las lentes fueron un gran gasto y problema. Eran las más grandes nunca fabricadas, la gran angular tenía un focal de 1.6 metros, la otra lente era telescópica y tenía un focal equivalente a 3 metros.
Las placas por esta cámara también eran las más grandes nunca hechas, y fueron creadas a St. Louis, donde tuvieron que ser recubiertas a mano y costaban 1800$ por docena.
Se necesitan 18 litros de líquido revelador para revelar una placa, con la ayuda de ocho personas dentro del cuarto oscuro.
La cámara fue transportada en tren en un vagón de carga plano, y posteriormente en una camioneta preparada. Se necesitaron seis hombres para manipular, configurar, enfocar y fotografiar el tren.
La primera exposición duró dos minutos y medio, a pesar de ser un día claro, y se utilizó una placa isocromática para preservar los colores del tren, cosa que permitió la obtención de un negativo perfecto, siendo así la fotografía más grande nunca hecha en una placa.

## Historia
Era en 1899 cuando The Chicago and Alton Railway Company había acabado de construir el que denominaban “el tren más bonito del mundo”, y necesitaban una fotografía de él para mostrarlo al mundo. Contactaron con George R. Lawrence, el cual se comprometió a hacer la fotografía más grande del mundo, y para hacerlo tenía que construir la cámara más grande del mundo. 
Este ya había hecho otros inventos anteriormente, como un sistema de telégrafo o una pistola, hasta que al 1891 había abierto un estudio de fotografía en Chicago. Ya tenía precedentes de fotografías difíciles técnicamente, como panorámicas o aéreas, y por eso la empresa ferroviaria confió en él.
La primera opción fue hacer una serie de fotografías y juntarlas en el proceso de revelado, pero no convenció a los propietarios del tren, los cuales querían una imagen sin cortes.
Después se propuso la construcción de la cámara Mamut, la cual fue la opción final para realizar la fotografía panorámica.
La primera razón para hacer la fotografía era por la publicidad, pero otra fue el deseo de querer participar a la Exposición Universal de Paris del 1900. The Chicago and Alton Railway Company decidió que el coste de hacer una gran fotografía sería más económico que transportar el tren hacia Europa. Se hicieron tres copias de la placa y se enviaron a Paris. Tenías que estar expuestas en el edificio de los Estados Unidos, a la exposición de ferrocarriles y a la sección de fotografía. Fue todo un honor poder exponerla tan ampliamente, pero fue recibida con escepticismo puesto que nadie de Paris sabía nada sobre una cámara que pudiera hacer fotografías tan grandes. El consulado francés en Nueva York fue enviado a Chicago a verificar la existencia de la cámara y su funcionamiento, lo cual clarificó las dudas y Lawrence recibió el premio “Grand Prize of the World for Photographic Excellence”.

## Documentos
Carta de J.A. Anderson a las editoriales:
"Estimado señor, me place enviaros el que creo que es la cámara más grande del mundo. Esta cámara está construida para permitir la exposición cumplida de una placa de 56 x 96 (inches) (»1.4m x 2.4m) y contiene todos los adelantos que una cámara puede tener hasta el momento, teniendo giro de ascenso frontal y posterior y un dorso rígido como el de una cámara pequeña para evitar vibraciones durante la exposición.
En la construcción de los cuatro fuelles  había más de 50 yardas (» 45.7m) de goma negra, que permiten un foco extremo de 15 pies (» 4.5m) y que se pueda plegar hasta los 3 pies (»0.9m).
El apoyo es una cortina, y aun utilizar 50 pies (»15m) de madera de 5x8 (inches) (»12.7cm x 20.3cm) está hecho para trabajar tan fácilmente que un chico de catorce años no tendría problemas al utilizarla.
Como el uso de vidrio esmerilado para enfocar sería torpe y se podría romper, se han hecho dos marcos que permiten deslizar detrás de la cámara, y donde las tiras de celuloide están apretones de manos, creando un sustituto satisfactorio para el vidrio esmerilado.
La cámara fue diseñada y construida por mí mismo.                                                                                                          
J.A. Anderson
Chicago"